# Mizornis
El mizornis (Myzornis pyrrhoura) és una espècie d'ocell passeriforme de la família dels paradoxornítids (Paradoxornithidae), tot i que sovint encara se'l troba classificat amb els sílvids (Sylviidae). Anteriorment havia estat classificada també dins de la família dels timàlids (Timaliidae). És l'única espècie del gènere Myzornis. El seu estat de conservació es considera de risc mínim.

## Descripció
El mizorni és una espècie petita de tallarol, d'11 a 13 cm de llargada i de 10 a 13 g. Té un plomatge de color verd brillant amb una màscara negra al voltant dels ulls i festons negres a la corona. L'ala és blanca i negra amb una ratlla de color vermell brillant i els costats de la cua també són vermells. El bec és llarg, lleugerament corbat i negre.

## Distribució i hàbitat
L'espècie es troba a Bhutan, a la Xina, a l'Índia, a Myanmar i al Nepal. El seu hàbitat natural són els boscos de muntanya humits subtropicals o tropicals. És una espècie comuna a les serralades superiors del Sikkim i de l'Himàlaia Arunachal; majoritàriament entre 9.000 i 13.000 segons les condicions climàtiques i la variació estacional. Prefereix matolls de bambú, arbusts de rododendre, bedolls i savines. Hi ha algun moviment estacional, l’ocell descendeix a cotes més baixes a la tardor.

## Ecologia
El mizorni s'alimenta d'insectes, aranyes i petits artròpodes, a més de consumir fruita, nèctar i saba dels arbres. A l'Índia i al Nepal, la temporada de reproducció és d'abril a juny, però la temporada pot ser més llarga al Bhutan, ja que s'han observat joves a mitjans de setembre.

## Galeria

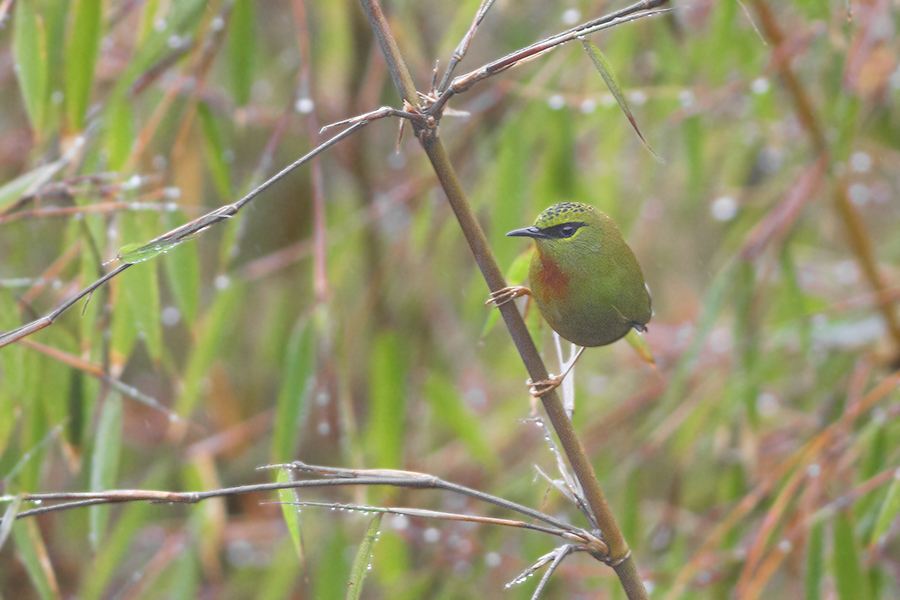
Brins de bambú
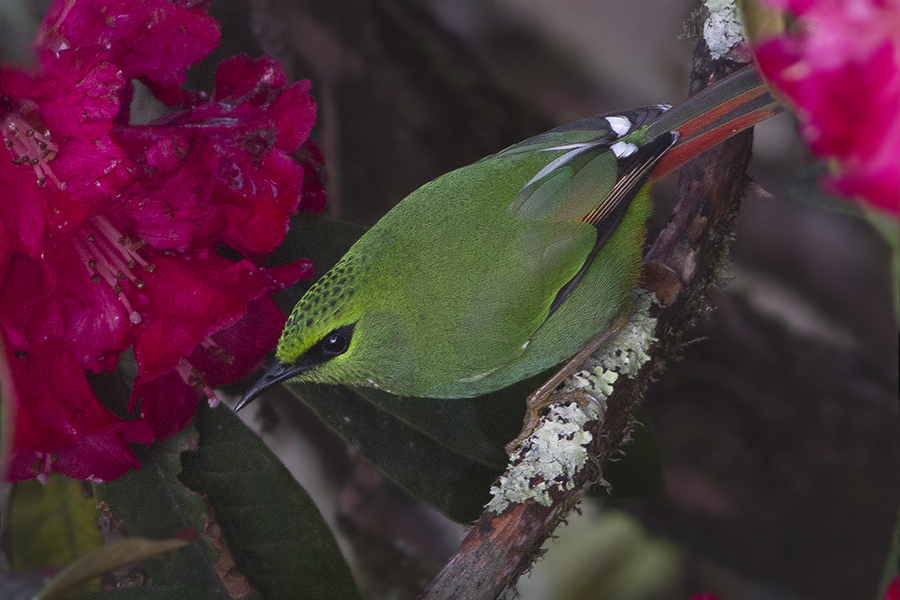
Rododendres
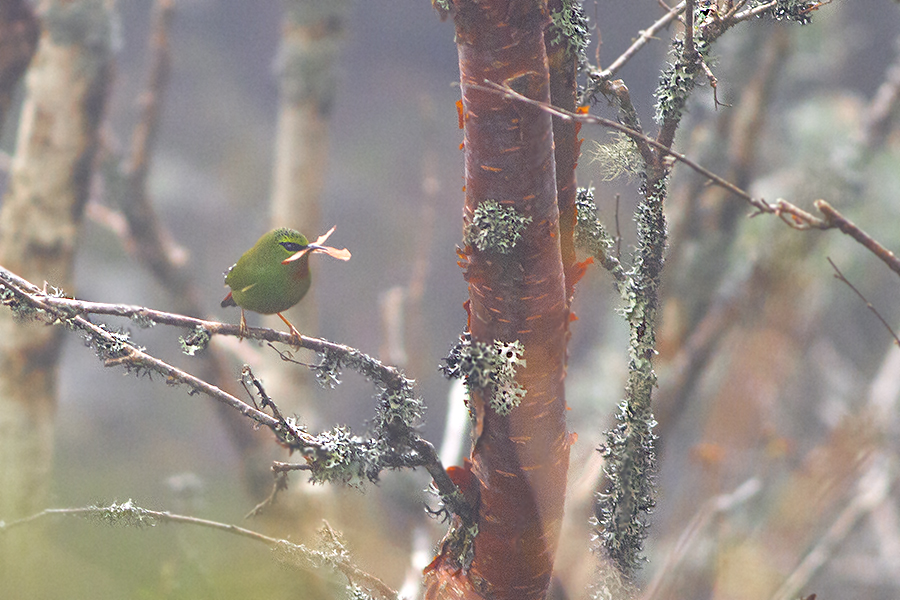
Bedoll
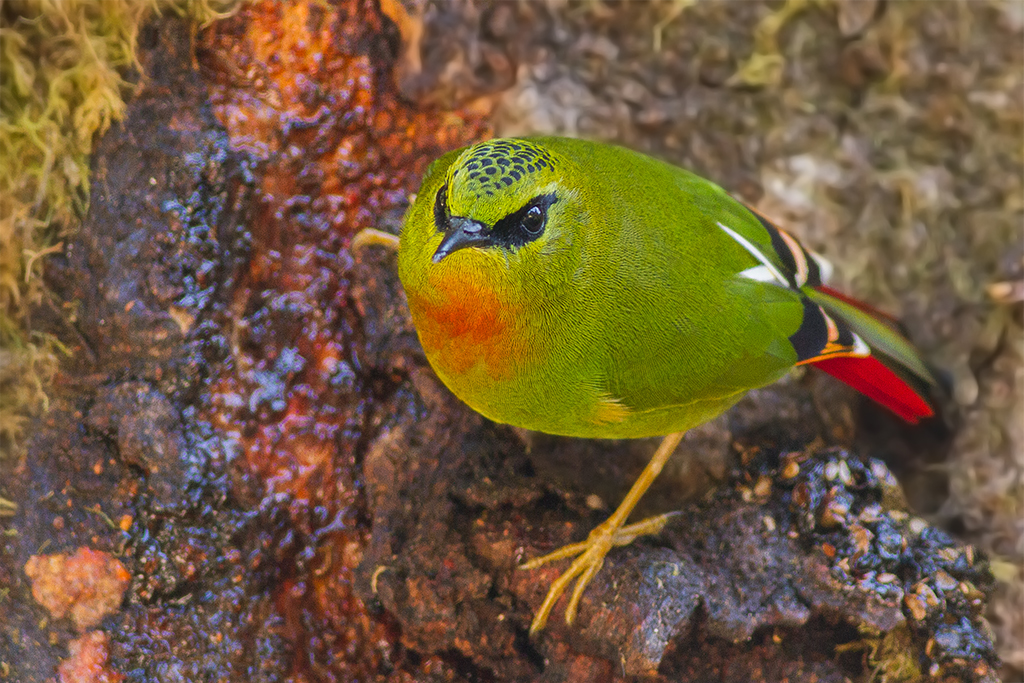
Roure
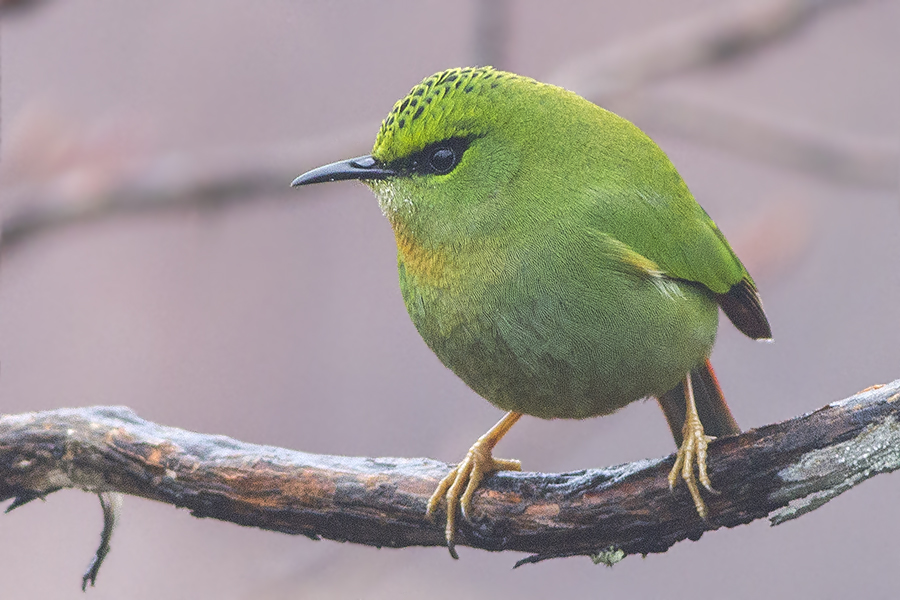
Rododendre
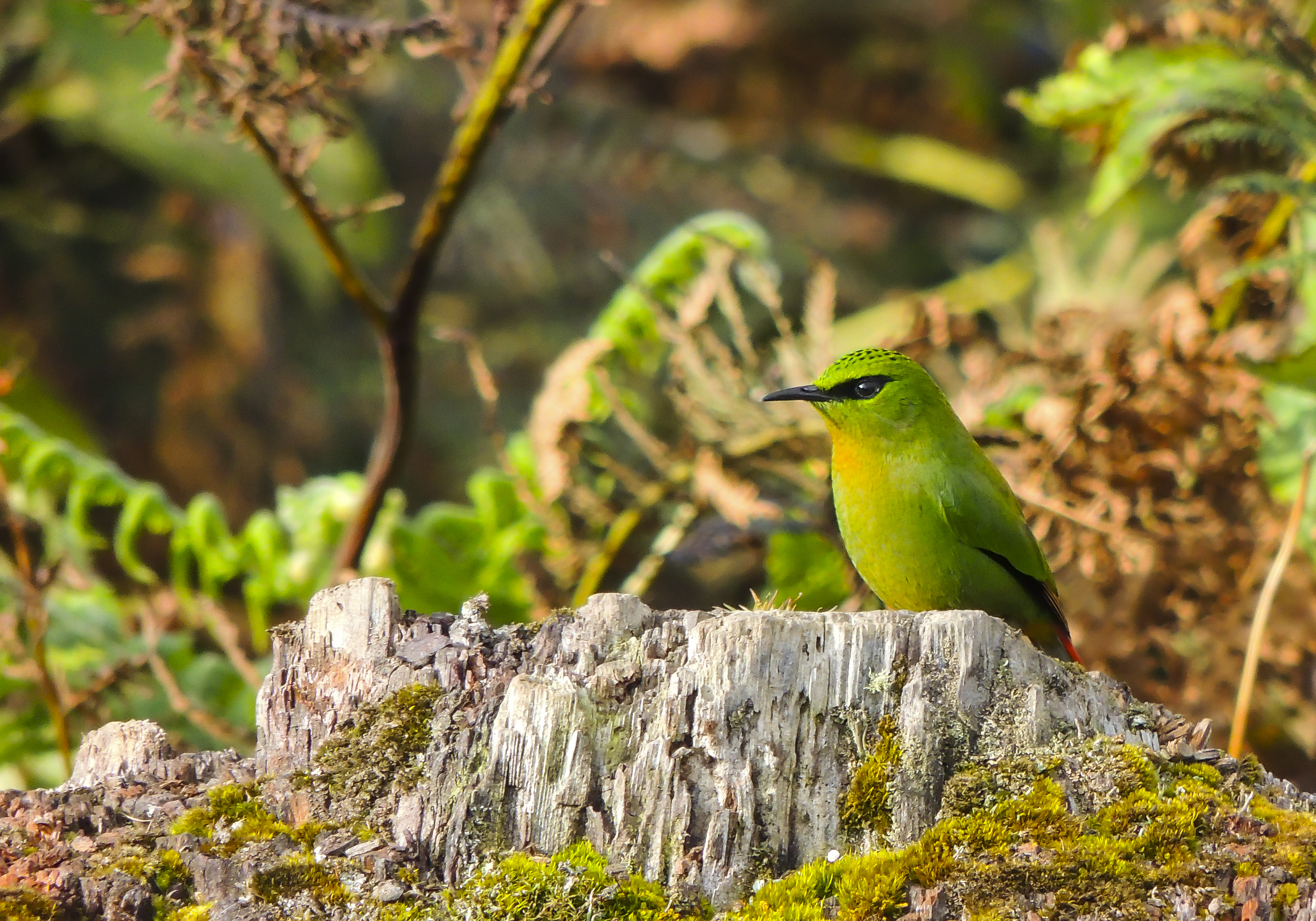
Un mizorni ("Myzornis pyrrhoura") prenent el sol al Eaglenest Wildlife Sanctuary